# 낙원추방
낙원추방(일본어: 楽園追放 라쿠엔 쓰이호[*] 영어: Expelled From Paradise; EFP)은 2014년 11월 15일에 상영된 일본의 극장용 사이버펑크 오리지널 애니메이션이다.
도쿄 국제 포럼에서 9월 21일에 열린 니트로플러스의 연간 이벤트인 "Nitro Super Sonic 2013"에서 주연급 등장인물인 안젤라 발자크와 딩고의 성우 배정이 발표되었다.
2009년부터 기획을 시작한지 5년만인 9월 12일에 신주쿠 발드9의 시어터9에서 열린 시사회에서 처음으로 선보였다. 시사회에는 감독인 미즈시마 세이지와 각본가 우로부치 겐, 주연 등장인물의 성우인 쿠기미야 리에, 미키 신이치로, 카미야 히로시, 주제가를 부른 ELISA가 참석하였다.

## 배역
- 안젤라 발자크(Angela Balzac), 쿠기미야 리에[1][2]
- 자리크 "딩고" 카지와라(Zarik "Dingo" Kajiwara), 미키 신이치로[1][2]
- 프론티어 세터(Frontier Setter), 카미야 히로시[2]
- 크리스틴 길리엄(Christine Gillham, クリスティン ギラム) - 하야시바라 메구미
- 베로니카 쿠리코바(Veronica Kulikova, ヴェロニカ クリコワ), 타카야마 미나미
- 힐데 토르발트(게르만어: Hilde Thorvald, ヒルデ トルヴァルト), 미츠이시 코토노
- 디바 보안국 고관(ディーヴァ保安局高官)
  - 제우스, 이나바 미노루
  - 금강역사, 에가와 히사오
  - 가네샤, 우에무라 노리코
- 이자크(イザーク), 미야케 켄타
- 라즈로(헝가리어: László, ラズロ), 엔도 다이치
- 아나운스(アナウンス), 모리시타 유키코
- 오퍼레이터(オペレーター), 노구치 유리
- 알론소 퍼시(스페인어: Alonso Percy, アロンゾ パーシー), 후루야 토오루

## 주제가
〈EONIAN -이오니언-〉
- 작사 : 무쓰미 스미요
- 작곡 : Mish-Mosh
- 편곡 : 마에구치 아유무
- 노래 : ELISA

## 관련 매체

### 광자기 디스크
애니메이션이 극장에서 상영되기 시작한 2014년 11월 15일에 개봉 기념으로 한정적으로 판매되었다. 정식적으로는 12월 10일에 DVD와 블루레이 디스크에 담겨져 발매될 예정이다.

### 서적
《낙원추방 -Expelled from Paradise-》ISBN 978-4-15-031171-1
애니메이션을 소설로 옮긴 서적으로 하야카와 문고에서 2014년 10월 17일에 발간하였다.
《낙원추방 mission.0》 ISBN 978-4-09-451518-3
지구로 파견되기 횔씬 전의 안젤라의 시점의 이야기를 다루고 있다. 가가가 문고를 통해 애니메이션의 소설과 같은 2014년 10월 17일에 발간되었다.

## 참고
1. 1 2 3  “アニメ映画『楽園追放 -Expelled from Paradise-』ボイスキャスト発表！　釘宮理恵さん、三木眞一郎さんの出演が明らかに” (일본어). animate.tv. 2013년 9월 26일. 2014년 12월 4일에 원본 문서에서 보존된 문서. 2014년 11월 29일에 확인함.
2. 1 2 3 4  “神谷浩史「最低でも3回は見てください！」とPR『楽園追放―Expelled from Paradise―』”. テレビドガッチ. 2014년 9월 12일. 2015년 1월 10일에 원본 문서에서 보존된 문서. 2014년 12월 3일에 확인함.